# JR Freight série M250
Pour les articles homonymes, voir M250.
La série M250 (M250系, M250-kei) est un type de rame automotrice électrique exploitée par la compagnie JR Freight pour le transport de marchandises au Japon. Elle est surnommée "Super Rail Cargo". 

## Description
Une rame de la série M250 se compose de 16 éléments : à chaque extrémité se trouve une motrice avec cabine de conduite Mc250, suivie d'une motrice M251, et au milieu 12 remorques type wagon plat T260 et T261. Chaque motrices peuvent transporter un conteneur de 9,410 m de long, et chaque remorque deux conteneurs.

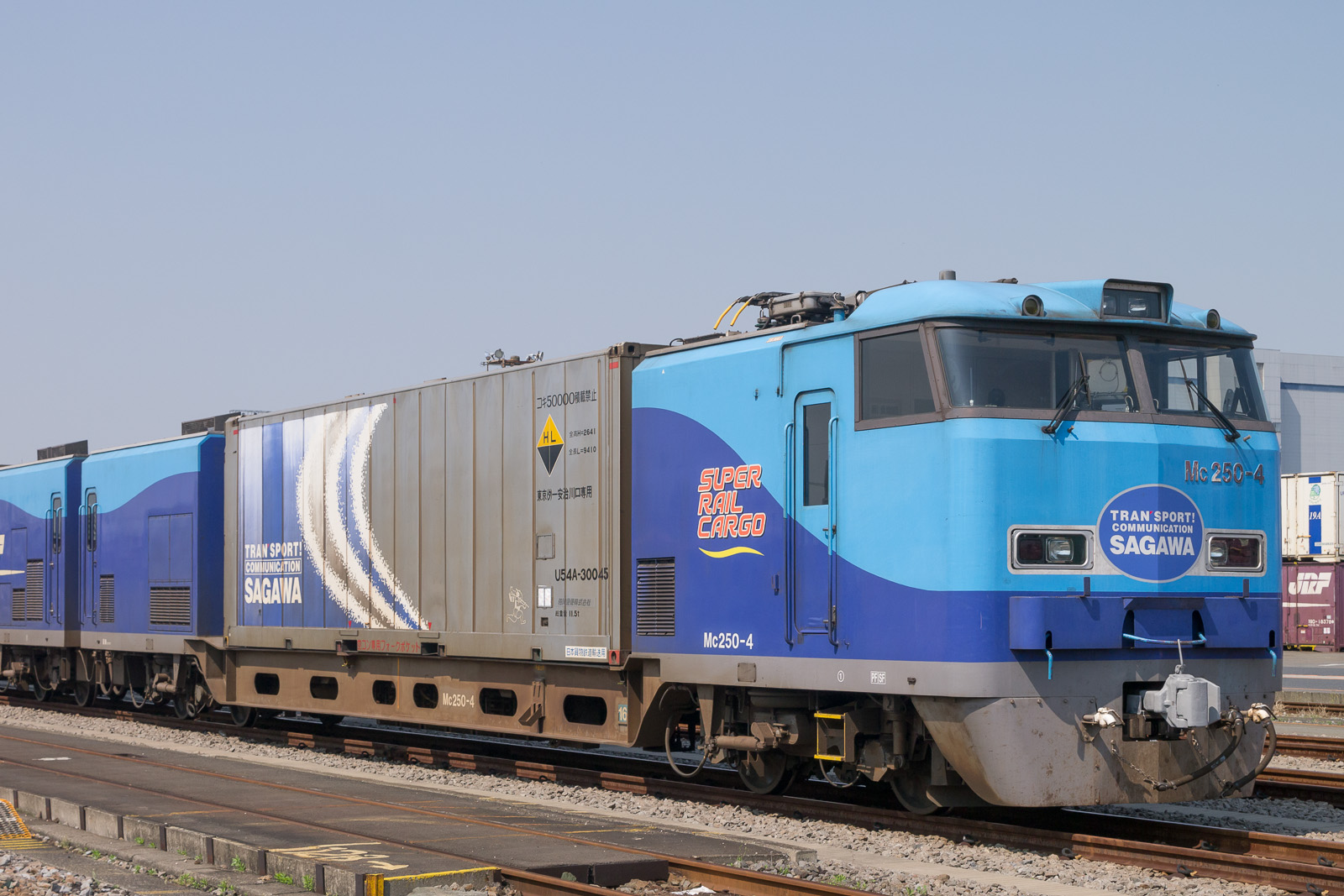
Motrice Mc250
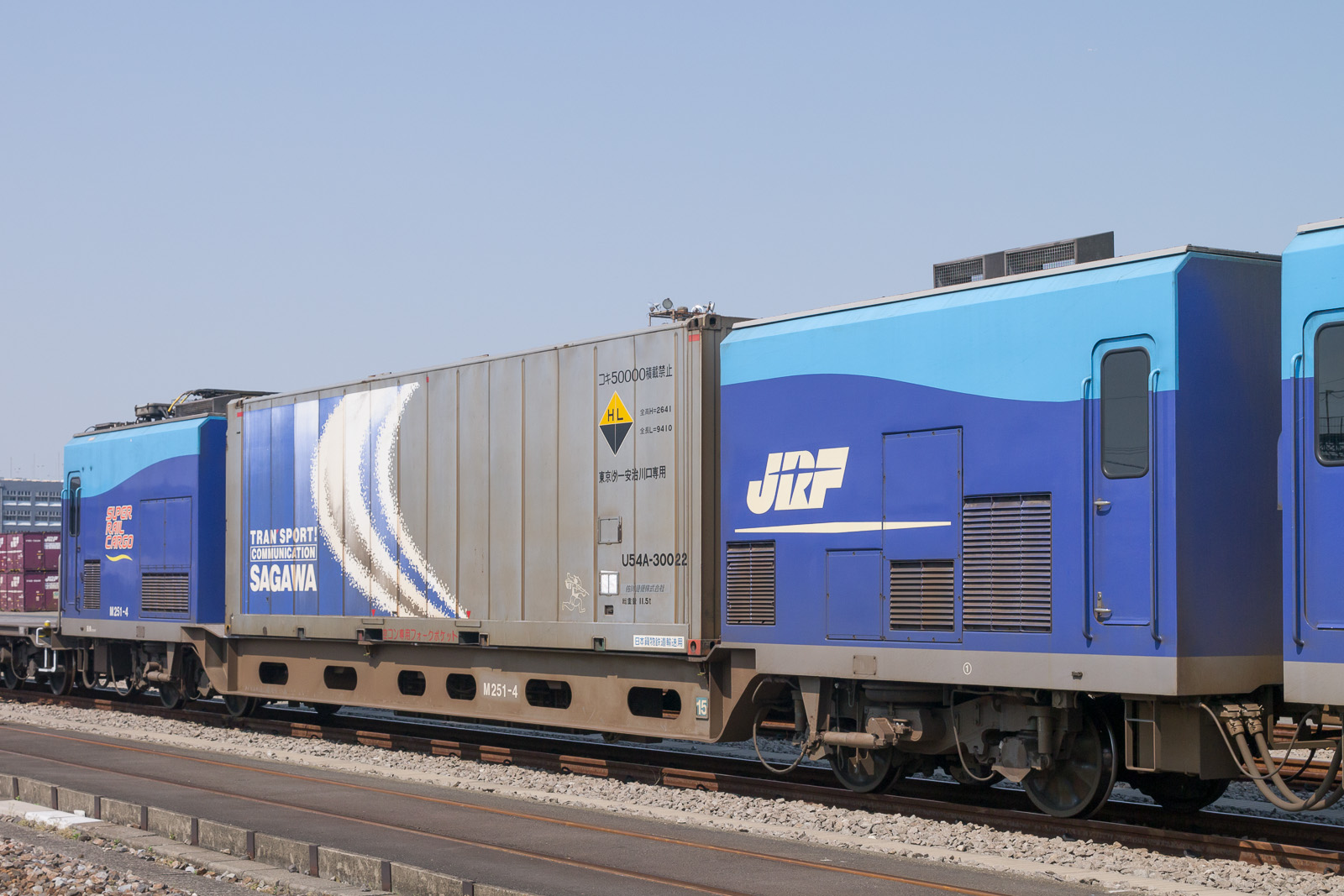
Motrice M251
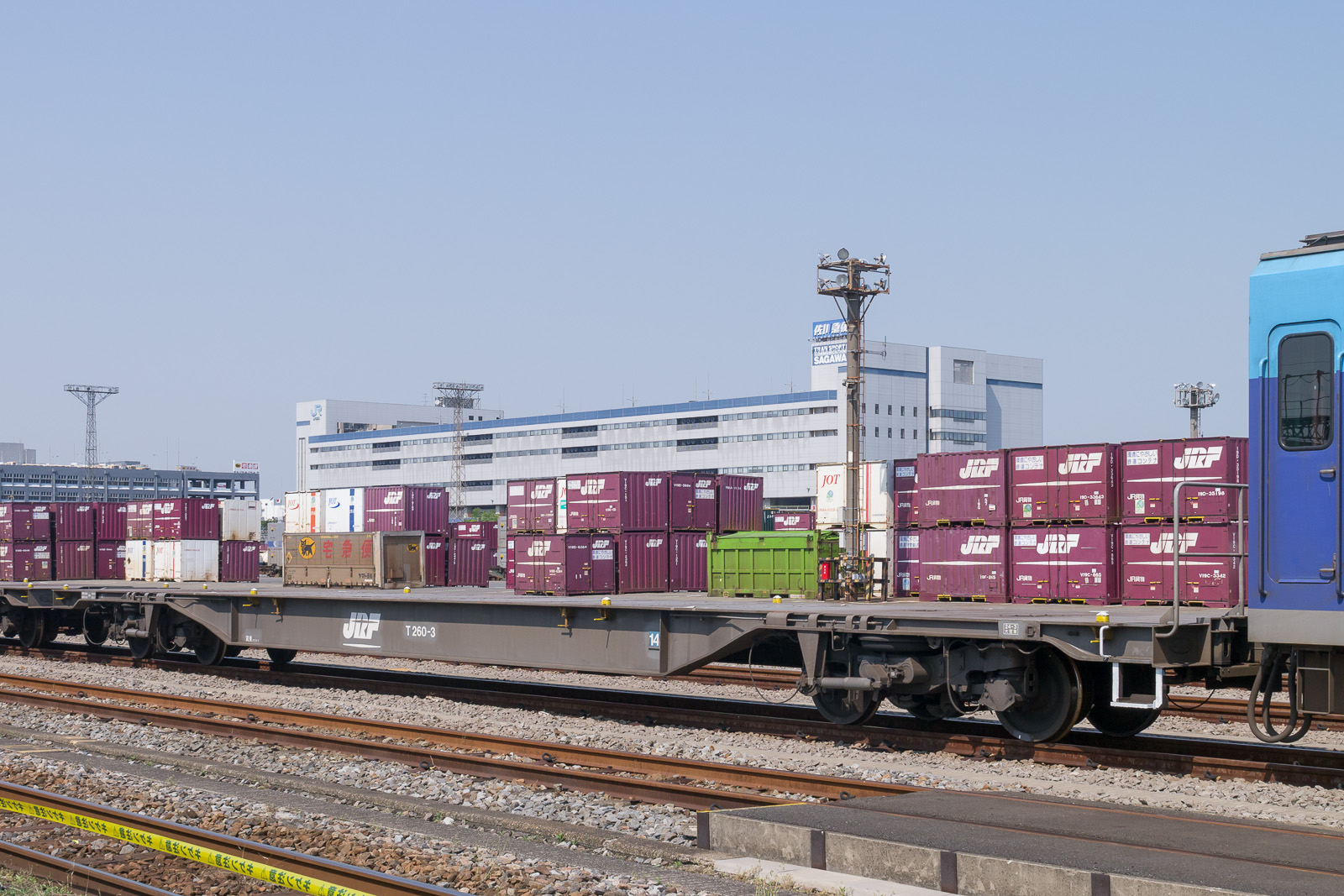
Remorque T260

## Histoire
Les  rames  ont été introduites le 13 mars 2004. La série a remporté un Blue Ribbon Award en 2005.

## Affectation
La série M250 assure des trajets entre le terminal fret de Tokyo et celui d'Ajigawaguchi à Osaka
. Il circule généralement de nuit à une vitesse maximale de 130 km/h, ce qui en fait le train actuel le plus rapide de la ligne principale Tōkaidō.